# 新美利坚百科全书
《新美利坚百科全书》（New American Cyclopedia）是美国的空想社会主义者格里利在1857年-1863年间出版的一部百科全书。共16卷。其思想表现为反奴隶制的倾向。马克思和恩格斯为该书撰写了80多个条目。